# 侯清儒
侯清儒，中华人民共和国政治人物、外交官。
祖籍四川閬中，1941年出生在陜西神木一個幹部家庭，後隨父母到湖南長沙，在那里上小學和中學。1965年畢業於北京外國語學院，同年進入外交部工作。曾先後在外交部非洲司、辦公廳和中國駐多倫多總領館工作。1986年任中國駐溫哥華副總領事。1988年調國務院辦公廳工作，先後任副局長、局長，並任國務院副總理吳學謙的秘書。1993年出任中國駐斐濟大使。1998年回國任外交部外事管理司司長。

2000年，接替黄桂芳，担任中华人民共和国驻津巴布韦大使。2003年退休，由张宪一接任。